# Bazhong
Bazhong (xinès: 巴中; pinyin: Bāzhōng; lit. 'centre de Ba') és una ciutat a nivell de prefectura de la província de Sichuan, al nord-est de la República Popular de la Xina. La seva població era de 2.712.894 segons el cens de 2020, dels quals 1.064.766 vivien als districtes urbans de Bazhou i Enyang. Bazhong és una ciutat a nivell de prefectura des del 1993.

## Història
Durant les dinasties Xia i Shang, suposadament era un territori vassall de l'estat de Liang. Al període de Primaveres i Tardors, es deia Bazi (巴子). A les dinasties Qin i Han occidental s'anomenava comtat de Ba (巴郡). A la dinastia Han oriental, al voltant de l'any 100 dC, va passar a ser el comtat de Hanchang (漢昌縣). Cent anys més tard va tornar al comtat de Baxi (巴西). Des d'aleshores, normalment s'ha anomenat comtat de Liang (梁郡) o comtat de Yi (益州).

## Geografia
Bazhong es troba a l'extrem sud de les muntanyes Daba i limita amb la província de Shaanxi al nord, Dazhou a l'est, Nanchong al sud i Guangyuan a l'oest. La seva superfície és de 12.301 quilòmetres quadrats, amb muntanyes que van des dels 208 als 2.507 metres sobre el nivell del mar.

###### Clima
Bazhong té un clima subtropical humit influït pel monsó (Köppen Cwa) que és en gran part suau i humit, amb quatre estacions diferenciades. L'hivern és curt, suau i boirós, amb escasses precipitacions. El gener té una mitjana de 5,8 °C i, tot i que es poden produir gelades, la neu és rara. Els estius són llargs, calorosos i humits, amb temperatures que sovint arriben als 33 °C. La mitjana diària de juliol i agost és d'uns 27 °C, amb l'agost una mica més càlid. La primavera és càlida i les temperatures augmenten ràpidament però de manera inestable, i la calamarsa és freqüent. Les pluges són lleugeres a l'hivern i poden ser abundants a l'estiu, i més del 70% es produeixen entre maig i setembre. La precipitació total anual és de 1.078,8 mm (xifres de l'any 1983). El període anual sense gelades dura entre 260 i 280 dies.

## Subdivisions
| Mapa de Bazhong                                                                | Mapa de Bazhong | Mapa de Bazhong | Mapa de Bazhong    | Mapa de Bazhong | Mapa de Bazhong |
| ------------------------------------------------------------------------------ | --------------- | --------------- | ------------------ | --------------- | --------------- |
| Bazhou Enyang Comtat de · Tongjiang Comtat de · Nanjiang Comtat de · Pingchang |                 |                 |                    |                 |                 |
| Nom                                                                            | Hanzi           | Hanyu Pinyin    | Població (2010)    | Sup. (km²)      | Densitat (/km²) |
| Districte de Bazhou                                                            | 巴州区          | Bāzhōu Qū       | 1.126.790          | 1.404           | 802             |
| Districte d'Enyang                                                             | 恩阳区          | Ēnyáng Qū       | 620.000(2013 est.) | 1.156           | 536             |
| Comtat de Tongjiang                                                            | 通江县          | Tōngjiāng Xiàn  | 687.369            | 4.116           | 167             |
| Comtat de Nanjiang                                                             | 南江县          | Nánjiāng Xiàn   | 606.992            | 3.383           | 179             |
| Comtat de Pingchang                                                            | 平昌县          | Píngchāng Xiàn  | 862.620            | 2.229           | 387             |